# 凯尔西地区基萨克
凯尔西地区基萨克（法語：Quissac-en-Quercy，法語發音：[kisak ɑ̃ kɛʁsi]；2024年之前名为基萨克 (Quissac)）是法国洛特省的一个市镇，属于菲雅克区。

## 地理
凯尔西地区基萨克（44°38'42"N, 1°43'49"E）面积25.17 平方千米，位于法国奧克西塔尼大區洛特省，该省份为法国西南部内陆省份，北起顺时针与科雷兹省、康塔爾省、阿韦龙省、塔恩-加龙省、洛特-加龍省和多尔多涅省接壤。
与凯尔西地区基萨克接壤的市镇（或旧市镇、城区）包括：布拉尔、卡尼亚克迪科斯、迪尔邦、埃斯佩达亚克、塞纳亚克洛泽斯、克尔德科斯。
凯尔西地区基萨克的时区为UTC+01:00、UTC+02:00（夏令时）。

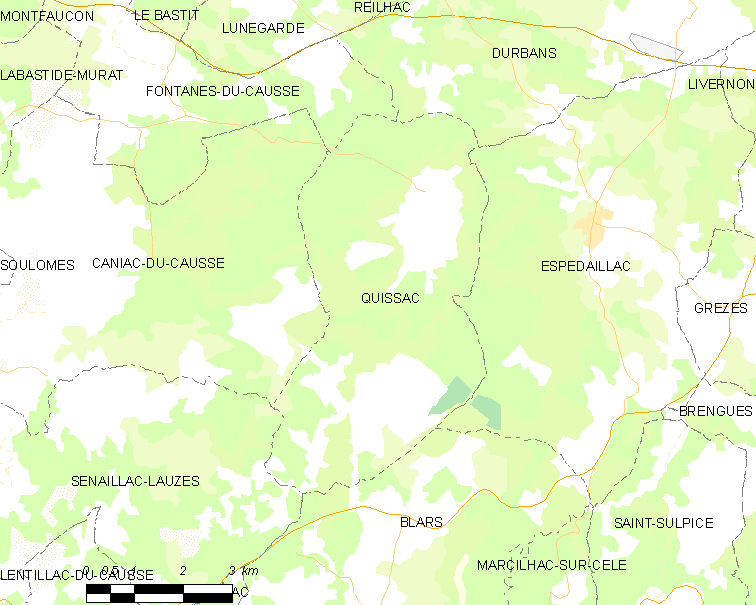
凯尔西地区基萨克的OSM定位图

## 行政
凯尔西地区基萨克的邮政编码为46320，INSEE市镇编码为46233。

## 政治
凯尔西地区基萨克所属的省级选区为科斯与谷地县。

## 人口

1962-2008年间凯尔西地区基萨克人口变化图示

凯尔西地区基萨克于2022年1月1日时的人口数量为106人。